# KIF Örebro DFF
O KIF Örebro DFF é um clube de futebol feminino sediado na cidade de Örebro, na Suécia.
Os seus jogos em casa são disputados no estádio Behrn Arena, com capacidade para 12 000 pessoas. 

## História
O clube foi fundado em 1920, na cidade de Örebro, Suécia, tendo a equipa feminina sido iniciada em 1980. 

## Títulos
O KIF Örebro DFF conquistou 1 Copa da Suécia de Futebol Feminino durante a sua história desportiva: 
- Copa da Suécia de Futebol Feminino –  2010

## Jogadoras destacadas
- Tove Enblom  (2021-)